# Sadzawki (Ukraina)
Sadzawki (ukr. Саджівки, Sadżiwky) – wieś na Ukrainie, w obwodzie tarnopolskim, w rejonie czortkowskim. 
W II Rzeczypospolitej wieś w powiecie skałackim województwa tarnopolskiego. 
W 1939 r. wieś liczyła ok. 1000 mieszkańców, z których 20% stanowili Polacy. W lutym 1944 nacjonaliści ukraińscy z OUN - UPA zamordowali tutaj 30 Polaków, rabując i paląc polskie zagrody.
Do 2020 w rejonie husiatyńskim. 